# Gohar Eshghi
Gohar Eshghi (persa: گوهر عشقی) (Nixapur, 1946) és una activista civil, una de les Mares Denunciants Iranianes i la mare de Sattar Beheshti, bloguer iranià que va ser assassinat el novembre de 2012 a causa de greus tortures quan estava sota custòdia de les forces de seguretat de la República Islàmica a l'Iran. Després de la mort del seu fill, va fer molts esforços per portar els seus assassins davant de la justícia. Va cridar l'atenció dels mitjans de comunicació sobre les circumstàncies de la mort del seu fill i va causar una àmplia controvèrsia en el sistema polític dominant del país. El 2022, va ser afegida a la llista de les 100 dones de la BBC.

## Rerefons
Gohar Eshghi va néixer l'any 1946 a Neishabour, una ciutat del nord-est de l'Iran.
Va ser la segona dona de Sardar Beheshti, amb qui va tenir quatre fills: Aliasghar, Sattar, Rahim i Sahar. Després de separar-se del seu marit, va viure amb el seu segon fill, Sattar. Eshghi havia estat mestressa de casa tota la vida, així que per guanyar-se la vida després de la separació va treballar com a dona de la neteja i fins i tot en un tanatori.

## Mort del seu fill Sattar
El fill de Gohar, Sattar, de 35 anys, que era un bloguer poc conegut, va ser detingut a casa seva el 30 d'octubre de 2012 per la Ciberpolicia (FATA) pel que les autoritats van dir que eren "accions contra la seguretat nacional a les xarxes socials i Facebook".
Va morir en circumstàncies estranyes i poc clares quan estava sota custòdia governamental, però se sospita que va morir per tortura. El 6 de novembre, les autoritats van dir a la família de Beheshti que reclamés el seu cos a l'Oficina del Forense de Kahrizak i els va advertir que no parlessin amb als mitjans, segons va informar el web de notícies reformista Kaleme. El 8 de novembre, Kaleme va publicar una carta que, segons es deia, era del bloguer en què escrivia que havia estat sotmès a "abús físic i verbal" durant els seus interrogatoris. La carta també deia que qualsevol confessió que hagués fet era falsa i s'havia extret sota tortura. El 10 de novembre, Kaleme va publicar una carta signada per 41 presos polítics a la presó d'Evin que deia que el cos de Beheshti tenia signes de tortura i que va ser colpejat durant l'interrogatori, amenaçat repetidament de mort i penjat del sostre per les seves extremitats.
Poc temps després, les autoritats de Sattar també van amenaçar la filla d'en Gohar amb la detenció, l'assetjament i l'obligació a Gohar de signar una carta de consentiment legal.
L'any 2014, un tribunal va condemnar l'agent de policia Akbar Taghizadeh, que segons es diu havia estat implicat en l'assassinat de Sattar Beheshti, a tres anys de presó, 74 flagells i dos anys d'exili intern. Però l'oficial només va ser culpat d'homicidi involuntari, mentre que la família de Sattar i els seus éssers estimats, inclòs Eshghi, insisteixen que va ser un assassinat premeditat. Eshghi manté que Khamenei sigui personalment responsable de la mort del seu fill.
Eshghi es trobava en el grup de dones que es va reunir amb l'excap de política exterior de la UE, Catherine Ashton, durant la seva visita a Teheran el 2014.

## La declaració de 14 activistes polítics
Eshghi és una dels signants de la declaració de 14 activistes polítics durant les protestes iranianes del 2017-2018 en què va sol·licitar la dimissió d'Ali Khamenei del seu càrrec de líder suprem de l'Iran i més tard l'abolició de la república islàmica i l'establiment d'un govern laic democràtic.

## Atac
El 9 de desembre de 2021, poc abans del migdia, Eshghi estava anant al cementiri per visitar la tomba del seu fill quan dos motoristes se li van acostar amb una motocicleta i un d'ells la va atacar fent-la caure a terra, fent-li ferides al cap i a la cara i fent-li perdre el coneixement. Les persones que van veure l'incident la van traslladar a un hospital.
Una declaració publicada per la Fundació Sattar a Instagram va dir que un mes abans de l'incident els agents de seguretat havien detingut la família per evitar que s'unís a una reunió amb famílies d'altres víctimes. Durant aquesta detenció, els agents van amenaçar la família dient-los que algunes persones moren a la presó sota tortura, però que d'altres ho poden fer per un accident o en un altercat. Després de l'incident, la família va seguir rebent amenaces anònimes.

## Retirada del hijab en suport dels manifestants
El 18 d'octubre de 2022 i enmig de les protestes de Mahsa Amini, Eshghi es va treure el hijab en un vídeo que va publicar i va dir: "Per la nostra joventut, després d'observar aquest hijab durant [gairebé] 80 anys per a la religió que vol matar gent, em trauré el hijab". En el mateix vídeo, demana a la gent que surti al carrer en solidaritat amb els joves.
L'11 de desembre de 2022, Eshghi va anunciar en un missatge de vídeo que ella i la seva família havien estat amenaçades per agents del govern. Va subratllar que si els passa res, el líder suprem, Ali Khamenei, seria el responsable. Va afegir que les forces de seguretat l'amenacen des de fa onze anys, però que ella i el poble de l'Iran estan disposats a expulsar-los del país a ells i al seu amo (Khamenei). A principis de desembre, Gohar Eshghi havia informat anteriorment d'amenaces contra la seva persona per part del règim clerical dient: "Ningú no té por de la mort! No amenaceu!"

## Premis
El 2022, la BBC va incloure Gohar Eshghi a la llista de 100 dones inspiradores i influents d'arreu del món i la va elogiar com un símbol de resistència i persistència.